# جمعیت بخش‌های ایران
فهرست زیر، شامل جمعیت بخش‌های کشور ایران بر اساس سرشماری عمومی نفوس و مسکن (۱۳۹۰) است.
اصلاحات انجام شده در تقسیمات کشوری پس از اعلام نتایج سرشماری، در این فهرست اعمال نشده‌اند.

## بالای ۱ میلیون نفر
| نام بخش   | شهرستان | استان          | جمعیت (۱۳۹۰) |
| --------- | ------- | -------------- | ------------ |
| بخش مرکزی | تهران   | تهران          | ۸۲۶۲۲۶۲      |
| بخش مرکزی | مشهد    | خراسان رضوی    | ۲۹۹۱۶۴۴      |
| بخش مرکزی | اصفهان  | اصفهان         | ۲۰۶۷۸۲۱      |
| بخش مرکزی | کرج     | البرز          | ۱۹۷۹۲۴۹      |
| بخش مرکزی | شیراز   | فارس           | ١٧٨٨۴٢۴      |
| بخش مرکزی | تبریز   | آذربایجان شرقی | ۱۶۲۵۸۰۷      |
| بخش مرکزی | اهواز   | خوزستان        | ۱۳۴۸۲۸۲      |
| بخش مرکزی | قم      | قم             | ۱۱۰۲۹۲۱      |

## بین ۵۰۰ هزار تا ۱ میلیون نفر
| نام بخش   | شهرستان  | استان             | جمعیت (۱۳۹۰) |
| --------- | -------- | ----------------- | ------------ |
| بخش مرکزی | کرمانشاه | کرمانشاه          | ۹۵۱۷۶۲       |
| بخش مرکزی | ارومیه   | آذربایجان غربی    | ۸۰۶۸۶۱       |
| بخش مرکزی | رشت      | گیلان             | ۶۹۶۵۷۶       |
| بخش مرکزی | شهریار   | تهران             | ۶۲۸۱۰۲       |
| بخش مرکزی | همدان    | همدان             | ۶۲۳۵۴۰       |
| بخش مرکزی | کرمان    | کرمان             | ۶۱۲۵۷۷       |
| بخش مرکزی | زاهدان   | سیستان و بلوچستان | ۵۸۷۱۵۶       |
| بخش مرکزی | اراک     | مرکزی             | ۵۷۱۹۳۳       |
| بخش مرکزی | یزد      | یزد               | ۵۶۴۱۲۵       |
| بخش مرکزی | اردبیل   | اردبیل            | ۵۳۳۴۹۵       |
| بخش مرکزی | بندرعباس | هرمزگان           | ۵۲۵۰۴۲       |
| بخش مرکزی | قزوین    | قزوین             | ۵۰۹۹۵۳       |

## بین ۲۰۰ هزار تا ۵۰۰ هزار نفر
| نام بخش    | شهرستان    | استان               | جمعیت (۱۳۹۰) |
| ---------- | ---------- | ------------------- | ------------ |
| بخش مرکزی  | خرم‌آباد    | لرستان              | ۴۴۵۶۲۷       |
| بخش مرکزی  | زنجان      | زنجان               | ۴۴۲۹۲۴       |
| بخش مرکزی  | سنندج      | کردستان             | ۴۲۸۶۱۰       |
| بخش مرکزی  | اسلامشهر   | تهران               | ۴۲۷۸۸۳       |
| بخش مرکزی  | گرگان      | گلستان              | ۴۱۳۹۴۸       |
| بخش مرکزی  | ساری       | مازندران            | ۴۰۵۸۵۰       |
| بخش مرکزی  | دزفول      | خوزستان             | ۳۴۷۲۶۱       |
| بخش مرکزی  | ملارد      | تهران               | ۳۳۳۷۷۲       |
| بخش گلستان | بهارستان   | تهران               | ۳۲۵۰۷۷       |
| بخش مرکزی  | نیشابور    | خراسان رضوی         | ۳۱۹۵۷۶       |
| بخش مرکزی  | بابل       | مازندران            | ۳۱۴۷۹۴       |
| بخش مرکزی  | خمینی شهر  | اصفهان              | ۳۱۱۶۲۹       |
| بخش مرکزی  | بروجرد     | لرستان              | ۳۰۴۱۵۳       |
| بخش مرکزی  | قایم شهر   | مازندران            | ۳۰۲۴۱۷       |
| بخش مرکزی  | گنبد کاووس | گلستان              | ۳۰۰۸۴۶       |
| بخش مرکزی  | کاشان      | اصفهان              | ۲۹۳۹۹۶       |
| بخش مرکزی  | قدس        | تهران               | ۲۹۰۶۶۳       |
| بخش مرکزی  | خوی        | آذربایجان غربی      | ۲۸۸۵۶۵       |
| بخش مرکزی  | بجنورد     | خراسان شمالی        | ۲۷۹۸۷۲       |
| بخش مرکزی  | نجف آباد   | اصفهان              | ۲۷۴۳۹۳       |
| بخش مرکزی  | ورامین     | تهران               | ۲۷۱۷۳۸       |
| بخش مرکزی  | آمل        | مازندران            | ۲۷۱۲۶۹       |
| بخش مرکزی  | سبزوار     | خراسان رضوی         | ۲۵۶۸۶۹       |
| بخش مرکزی  | بوشهر      | بوشهر               | ۲۵۱۱۲۰       |
| بخش مرکزی  | پاکدشت     | تهران               | ۲۴۹۴۵۶       |
| بخش مرکزی  | آبادان     | خوزستان             | ۲۴۷۲۷۳       |
| بخش مرکزی  | شهرکرد     | چهارمحال و بختیاری  | ۲۴۲۲۱۵       |
| بخش مرکزی  | ساوه       | مرکزی               | ۲۳۸۰۴۱       |
| بخش مرکزی  | رفسنجان    | کرمان               | ۲۳۷۲۶۵       |
| بخش مرکزی  | بیرجند     | خراسان جنوبی        | ۲۳۰۴۸۷       |
| بخش قرچک   | ورامین     | تهران               | ۲۳۰۲۶۲       |
| بخش مرکزی  | مراغه      | آذربایجان شرقی      | ۲۲۶۳۱۰       |
| بخش مرکزی  | سیرجان     | کرمان               | ۲۲۰۱۴۴       |
| بخش مرکزی  | میاندوآب   | آذربایجان غربی      | ۲۱۱۸۰۰       |
| بخش مرکزی  | مرند       | آذربایجان شرقی      | ۲۱۱۷۰۰       |
| بخش مرکزی  | مرودشت     | فارس                | ۲۱۰۵۱۴       |
| بخش مرکزی  | بویراحمد   | کهگیلویه و بویراحمد | ۲۱۰۱۹۲       |
| بخش مرکزی  | بندرماهشهر | خوزستان             | ۲۰۴۶۴۶       |
| بخش مرکزی  | ایلام      | ایلام               | ۲۰۱۵۲۳       |

## بین ۱۰۰ هزار تا ۲۰۰ هزار نفر
| نام بخش    | شهرستان        | استان               | جمعیت (۱۳۹۰) |
| ---------- | -------------- | ------------------- | ------------ |
| بخش مرکزی  | بوکان          | آذربایجان غربی      | ۱۹۹۶۴۶       |
| بخش مرکزی  | لنجان          | اصفهان              | ۱۹۹۲۶۱       |
| بخش مرکزی  | ملایر          | همدان               | ۱۹۸۷۹۲       |
| بخش بوستان | بهارستان       | تهران               | ۱۹۸۵۴۲       |
| بخش مرکزی  | رباطکریم       | تهران               | ۱۹۵۹۱۷       |
| بخش مرکزی  | مهاباد         | آذربایجان غربی      | ۱۹۴۲۵۱       |
| بخش مرکزی  | فلاورجان       | اصفهان              | ۱۹۳۵۸۹       |
| بخش مرکزی  | جیرفت          | کرمان               | ۱۷۹۸۳۶       |
| بخش مرکزی  | شاهین شهرومیمه | اصفهان              | ۱۷۵۸۸۶       |
| بخش مرکزی  | سقز            | کردستان             | ۱۷۲۵۲۱       |
| بخش مرکزی  | زابل           | سیستان و بلوچستان   | ۱۷۱۹۴۰       |
| بخش مرکزی  | قوچان          | خراسان رضوی         | ۱۷۱۴۲۱       |
| بخش مرکزی  | شوشتر          | خوزستان             | ۱۶۹۲۲۴       |
| بخش مرکزی  | سمنان          | سمنان               | ۱۶۷۴۰۷       |
| بخش مرکزی  | ایذه           | خوزستان             | ۱۶۶۹۲۰       |
| بخش مرکزی  | تربت حیدریه    | خراسان رضوی         | ۱۶۶۳۱۳       |
| بخش مرکزی  | سلماس          | آذربایجان غربی      | ۱۶۵۶۳۹       |
| بخش مرکزی  | بم             | کرمان               | ۱۵۹۱۲۹       |
| بخش مرکزی  | خرمشهر         | خوزستان             | ۱۵۵۴۳۴       |
| بخش مرکزی  | شاهرود         | سمنان               | ۱۵۵۳۲۶       |
| بخش مرکزی  | ایرانشهر       | سیستان و بلوچستان   | ۱۵۵۰۱۸       |
| بخش مرکزی  | شهرضا          | اصفهان              | ۱۴۹۵۳۲       |
| بخش مرکزی  | مریوان         | کردستان             | ۱۴۸۳۲۴       |
| بخش مرکزی  | بهشهر          | مازندران            | ۱۴۸۲۷۹       |
| بخش مرکزی  | دورود          | لرستان              | ۱۴۸۱۰۰       |
| بخش مرکزی  | اندیمشک        | خوزستان             | ۱۴۶۶۵۰       |
| بخش مرکزی  | لاهیجان        | گیلان               | ۱۴۳۴۷۸       |
| بخش مرکزی  | چاه بهار       | سیستان و بلوچستان   | ۱۴۳۰۶۷       |
| بخش مرکزی  | میناب          | هرمزگان             | ۱۴۲۷۴۵       |
| بخش مرکزی  | ابهر           | زنجان               | ۱۴۰۵۸۴       |
| بخش کهریزک | ری             | تهران               | ۱۴۰۱۷۷       |
| بخش مرکزی  | تربت جام       | خراسان رضوی         | ۱۳۸۶۳۸       |
| بخش مرکزی  | بهبهان         | خوزستان             | ۱۳۸۵۳۰       |
| بخش مرکزی  | بندرانزلی      | گیلان               | ۱۳۸۰۰۱       |
| بخش مرکزی  | جهرم           | فارس                | ۱۳۷۰۵۵       |
| بخش مرکزی  | شیروان         | خراسان شمالی        | ۱۳۴۴۵۵       |
| بخش مرکزی  | کازرون         | فارس                | ۱۳۳۸۶۰       |
| بخش مرکزی  | فسا            | فارس                | ۱۳۲۲۴۹       |
| بخش مرکزی  | اسلام‌آباد غرب  | کرمانشاه            | ۱۳۲۱۲۳       |
| بخش مرکزی  | پارس‌آباد       | اردبیل              | ۱۳۱۳۹۵       |
| بخش مرکزی  | کاشمر          | خراسان رضوی         | ۱۳۰۸۹۱       |
| بخش مرکزی  | میانه          | آذربایجان شرقی      | ۱۳۰۰۷۹       |
| بخش مرکزی  | کوهدشت         | لرستان              | ۱۲۹۸۹۹       |
| بخش مرکزی  | بناب           | آذربایجان شرقی      | ۱۲۹۷۹۵       |
| بخش مرکزی  | اهر            | آذربایجان شرقی      | ۱۲۹۰۲۲       |
| بخش مرکزی  | دشتستان        | بوشهر               | ۱۲۸۳۳۴       |
| بخش مرکزی  | شادگان         | خوزستان             | ۱۲۷۲۲۲       |
| بخش مرکزی  | ساوجبلاغ       | البرز               | ۱۲۶۱۵۷       |
| بخش مرکزی  | داراب          | فارس                | ۱۲۵۰۶۹       |
| بخش مرکزی  | نظرآباد        | البرز               | ۱۲۳۰۷۴       |
| بخش مرکزی  | دلفان          | لرستان              | ۱۲۲۳۲۴       |
| بخش مرکزی  | الیگودرز       | لرستان              | ۱۱۹۳۲۰       |
| بخش مرکزی  | نهاوند         | همدان               | ۱۱۹۱۹۱       |
| بخش مرکزی  | گچساران        | کهگیلویه و بویراحمد | ۱۱۸۰۲۲       |
| بخش مرکزی  | شوش            | خوزستان             | ۱۱۷۴۴۱       |
| بخش مرکزی  | مشگین شهر      | اردبیل              | ۱۱۴۷۲۶       |
| بخش مرکزی  | سراوان         | سیستان و بلوچستان   | ۱۱۴۱۱۲       |
| بخش مرکزی  | مبارکه         | اصفهان              | ۱۱۱۲۲۱       |
| بخش مرکزی  | لردگان         | چهارمحال و بختیاری  | ۱۱۰۸۰۷       |
| بخش مرکزی  | زرند           | کرمان               | ۱۱۰۱۹۹       |
| بخش مرکزی  | نوشهر          | مازندران            | ۱۰۸۹۷۶       |
| بخش مرکزی  | خاش            | سیستان و بلوچستان   | ۱۰۷۸۱۷       |
| بخش مرکزی  | اسفراین        | خراسان شمالی        | ۱۰۷۷۴۳       |
| بخش مرکزی  | مسجدسلیمان     | خوزستان             | ۱۰۶۹۹۱       |
| بخش مرکزی  | لارستان        | فارس                | ۱۰۶۵۱۱       |
| بخش مرکزی  | کنگان          | بوشهر               | ۱۰۵۱۹۰       |
| بخش مرکزی  | رامهرمز        | خوزستان             | ۱۰۴۸۸۲       |
| بخش مرکزی  | البرز          | قزوین               | ۱۰۴۶۱۸       |
| بخش مرکزی  | تاکستان        | قزوین               | ۱۰۲۴۰۱       |
| بخش مرکزی  | سراب           | آذربایجان شرقی      | ۱۰۱۴۴۶       |
| بخش مرکزی  | نقده           | آذربایجان غربی      | ۱۰۰۲۸۴       |

## بین ۵۰ هزار تا ۱۰۰ هزار نفر
| نام بخش             | شهرستان       | استان               | جمعیت (۱۳۹۰) |
| ------------------- | ------------- | ------------------- | ------------ |
| بخش مرکزی           | قروه          | کردستان             | ۹۹۶۰۷        |
| بخش مرکزی           | پیرانشهر      | آذربایجان غربی      | ۹۹۲۰۵        |
| بخش مرکزی           | لنگرود        | گیلان               | ۹۹۰۲۱        |
| بخش مرکزی           | ممسنی         | فارس                | ۹۸۹۷۳        |
| بخش محمدیه          | البرز         | قزوین               | ۹۸۶۵۸        |
| بخش مرکزی           | آباده         | فارس                | ۹۷۹۵۷        |
| بخش مرکزی           | بانه          | کردستان             | ۹۶۲۴۳        |
| بخش مرکزی           | نکا           | مازندران            | ۹۶۲۳۸        |
| بخش مرکزی           | کهگیلویه      | گلستان              | ۹۵۵۴۱        |
| بخش مرکزی           | علی‌آباد       | گلستان              | ۹۵۴۶۲        |
| بخش مرکزی           | کهگیلویه      | کهگیلویه وبویر احمد | ۹۵۱۴۴        |
| بخش مرکزی           | کبودراهنگ     | همدان               | ۹۴۸۷۰        |
| بخش مرکزی           | خمین          | مرکزی               | ۹۴۶۸۷        |
| بخش مرکزی           | فیروزآباد     | فارس                | ۹۴۳۳۱        |
| بخش مرکزی           | تنکابن        | مازندران            | ۹۳۱۸۷        |
| بخش مرکزی           | ری            | تهران               | ۹۳۰۰۶        |
| بخش مرکزی           | خدابنده       | زنجان               | ۹۲۳۴۱        |
| بخش مرکزی           | طوالش         | گیلان               | ۹۱۹۷۸        |
| بخش مرکزی           | دشت آزادگان   | خوزستان             | ۸۹۸۰۰        |
| بخش مرکزی           | اسدآباد       | همدان               | ۸۹۳۶۲        |
| بخش مرکزی           | چالوس         | مازندران            | ۸۸۲۱۶        |
| بخش مرکزی           | گلپایگان      | اصفهان              | ۸۷۴۷۹        |
| بخش مرکزی           | تویسرکان      | همدان               | ۸۶۷۴۵        |
| بخش مرکزی           | برخوار        | اصفهان              | ۸۵۲۹۳        |
| بخش مرکزی           | سرپل ذهاب     | کرمانشاه            | ۸۵۱۹۳        |
| بخش مرکزی           | چناران        | خراسان رضوی         | ۸۴۷۷۰        |
| بخش مرکزی           |               | خراسان رضوی         | ۸۴۱۰۴        |
| بخش مرکزی           | کلاله         | گلستان              | ۸۴۰۶۴        |
| بخش مرکزی           | آران و بیدگل  | اصفهان              | ۸۳۳۷۸        |
| بخش مرکزی           | میبد          | یزد                 | ۸۲۸۴۰        |
| بخش مرکزی           | بروجن         | چهارمحال و بختیاری  | ۸۲۲۲۵        |
| بخش مرکزی           | ملکان         | آذربایجان شرقی      | ۸۱۹۴۹        |
| بخش مرکزی           | کنگاور        | کرمانشاه            | ۸۰۸۴۵        |
| بخش مرکزی           | سردشت         | آذربایجان غربی      | ۸۰۵۵۰        |
| بخش مرکزی           | فومن          | گیلان               | ۸۰۰۰۰        |
| بخش مرکزی           | قشم           | هرمزگان             | ۷۸۳۶۹        |
| بخش مرکزی           | سنقر          | کرمانشاه            | ۷۸۲۸۲        |
| بخش مرکزی           | کامیاران      | کردستان             | ۷۷۳۹۴        |
| بخش مرکزی           | صومعه سرا     | گیلان               | ۷۷۰۸۹        |
| بخش مرکزی           | گناوه         | بوشهر               | ۷۷۰۳۰        |
| بخش دابودشت         | آمل           | مازندران            | ۷۶۵۵۳        |
| بخش مرکزی           | دامغان        | سمنان               | ۷۶۴۹۵        |
| بخش مرکزی           | آزادشهر       | گلستان              | ۷۶۲۴۱        |
| بخش مرکزی           | آبیک          | قزوین               | ۷۵۹۹۳        |
| بخش مرکزی           | کهنوج         | کرمان               | ۷۵۰۶۴        |
| بخش مرکزی           | شهربابک       | کرمان               | ۷۴۹۱۱        |
| بخش مرکزی           | سرخس          | خراسان رضوی         | ۷۴۷۹۶        |
| بخش مرکزی           | امیدیه        | خوزستان             | ۷۳۵۸۷        |
| بخش مرکزی           | بندرلنگه      | هرمزگان             | ۷۳۵۸۳        |
| بخش بندر امام خمینی | ماهشهر        | خوزستان             | ۷۳۳۹۱        |
| بخش دشتیاری         | چاه بهار      | سیستان و بلوچستان   | ۷۲۷۴۳        |
| بخش مرکزی           | آستانه اشرفیه | گیلان               | ۷۲۳۸۸        |
| بخش سرباز           | سرباز         | سیستان و بلوچستان   | ۷۲۳۴۶        |
| بخش مرکزی           | بابلسر        | مازندران            | ۷۲۰۴۶        |
| بخش چهارباغ         | ساوجبلاغ      | البرز               | ۷۱۵۴۵        |
| بخش مرکزی           | دماوند        | تهران               | ۷۱۳۵۹        |
| بخش مرکزی           | شاهین دژ      | آذربایجان غربی      | ۷۱۰۸۱        |
| بخش مرکزی           | قاینات        | خراسان جنوبی        | ۷۰۶۸۶        |
| بخش مرکزی           | بستان آباد    | آذربایجان شرقی      | ۷۰۶۱۹        |
| بخش مرکزی           | کردکوی        | گلستان              | ۷۰۲۴۴        |
| بخش مرکزی           | شبستر         | آذربایجان شرقی      | ۷۰۲۱۸        |
| بخش مرکزی           | فریمان        | خراسان رضوی         | ۷۰۱۶۹        |
| بخش مرکزی           | ماکو          | آذربایجان غربی      | ۷۰۱۳۳        |
| بخش مرکزی           | گناباد        | خراسان رضوی         | ۶۹۷۷۳        |
| بخش حومه            | آذرشهر        | آذربایجان شرقی      | ۶۹۲۶۰        |
| بخش مرکزی           | اسکو          | آذربایجان شرقی      | ۶۹۱۱۶        |
| بخش شاوور           | شوش           | خوزستان             | ۶۹۰۵۱        |
| بخش مرکزی           | رودبار        | گیلان               | ۶۸۶۳۱        |
| بخش مرکزی           | رامسر         | مازندران            | ۶۸۳۲۳        |
| بخش مرکزی           | بیجار         | کردستان             | ۶۶۹۶۲        |
| بخش مرکزی           | خلخال         | اردبیل              | ۶۶۹۰۱        |
| بخش مرکزی           | باغ ملک       | خوزستان             | ۶۶۷۰۰        |
| بخش عسلویه          | کنگان         | بوشهر               | ۶۵۵۸۴        |
| بخش مرکزی           | اردکان        | یزد                 | ۶۵۴۰۶        |
| بخش مرکزی           | خرمدره        | زنجان               | ۶۵۱۶۶        |
| بخش مرکزی           | محمودآباد     | مازندران            | ۶۴۷۸۳        |
| بخش مرکزی           | کنارک         | سیستان و بلوچستان   | ۶۴۴۷۴        |
| بخش مرکزی           | آستارا        | گیلان               | ۶۴۰۶۹        |
| بخش مرکزی           | هرسین         | کرمانشاه            | ۶۳۰۲۵        |
| بخش مرکزی           | رودبار جنوب   | کرمان               | ۶۲۷۱۲        |
| بخش مرکزی           | جوانرود       | کرمانشاه            | ۶۲۲۵۵        |
| بخش مرکزی           | پیشوا         | تهران               | ۶۱۵۴۵        |
| بخش مرکزی           | نور           | مازندران            | ۶۱۴۹۷        |
| بخش مرکزی           | ازنا          | لرستان              | ۶۱۲۶۸        |
| بخش مرکزی           | نیک شهر       | سیستان و بلوچستان   | ۶۱۱۱۷        |
| بخش مرکزی           | ترکمن         | گلستان              | ۶۰۳۷۰        |
| بخش مرکزی           | مینودشت       | گلستان              | ۵۹۸۹۸        |
| بخش مرکزی           | رودان         | هرمزگان             | ۵۹۶۶۰        |
| بخش مرکزی           | بافت          | کرمان               | ۵۹۱۱۲        |
| بخش رازوجرگلان      | بجنورد        | خراسان شمالی        | ۵۹۰۳۴        |
| بخش سنگر            | رشت           | گیلان               | ۵۸۹۶۹        |
| بخش مرکزی           | رودسر         | گیلان               | ۵۸۵۴۸        |
| بخش مرکزی           | صحنه          | کرمانشاه            | ۵۸۲۰۸        |
| بخش چهاردانگه       | اسلامشهر      | تهران               | ۵۷۸۰۵        |
| بخش زبرخان          | نیشابور       | خراسان رضوی         | ۵۷۶۰۶        |
| بخش مرکزی           | عنبرآباد      | کرمان               | ۵۷۳۸۵        |
| بخش مرکزی           | سلسله         | لرستان              | ۵۷۰۷۰        |
| بخش مرکزی           | نی ریز        | فارس                | ۵۶۹۷۱        |
| بخش مرکزی           | اقلید         | فارس                | ۵۶۸۰۵        |
| بخش ویس             | باوی          | خوزستان             | ۵۶۶۹۲        |
| بخش مرکزی           | تکاب          | آذربایجان غربی      | ۵۶۵۶۴        |
| بخش مرکزی           | کوار          | فارس                | ۵۵۶۳۳        |
| بخش سیلوانه         | ارومیه        | آذربایجان غربی      | ۵۵۴۳۷        |
| بخش مرکزی           | زهک           | سیستان و بلوچستان   | ۵۴۹۷۷        |
| بخش بمپور           | ایرانشهر      | سیستان و بلوچستان   | ۵۴۰۴۲        |
| بخش مرکزی           | اشنویه        | آذربایجان غربی      | ۵۴۰۲۳        |
| بخش مرکزی           | بویین زهرا    | قزوین               | ۵۳۸۸۷        |
| بخش مرکزی           | فریدن         | اصفهان              | ۵۳۶۰۶        |
| بخش خمام            | رشت           | گیلان               | ۵۳۶۰۰        |
| بخش مرکزی           | مانه و سملقان | خراسان شمالی        | ۵۳۵۶۳        |
| بخش پیربکران        | فلاورجان      | اصفهان              | ۵۳۴۲۵        |
| بخش مرکزی           | محلات         | مرکزی               | ۵۳۳۸۱        |
| بخش مرکزی           | سیب و سوران   | سیستان و بلوچستان   | ۵۲۶۶۸        |
| بخش مرکزی           | پلدختر        | لرستان              | ۵۲۳۸۲        |
| بخش زرقان           | شیراز         | فارس                | ۵۲۰۶۵        |
| بخش مرکزی           | بردسیر        | کرمان               | ۵۱۸۸۰        |
| بخش مرکزی           | جویبار        | مازندران            | ۵۱۸۶۵        |
| بخش مرکزی           | زرین دشت      | فارس                | ۵۰۹۹۰        |
| بخش مرکزی           | هیرمند        | سیستان و بلوچستان   | ۵۰۹۲۷        |
| بخش مرکزی           | گرمسار        | سمنان               | ۵۰۸۹۲        |
| بخش مرکزی           | قیروکارزین    | فارس                | ۵۰۷۴۷        |
| بخش جوکار           | ملایر         | همدان               | ۵۰۴۸۷        |
| بخش مرکزی           | بهار          | همدان               | ۵۰۳۸۸        |
| بخش لاله آباد       | بابل          | مازندران            | ۵۰۱۸۴        |
| بخش رضویه           | مشهد          | خراسان رضوی         | ۵۰۱۶۹        |
| بخش مرکزی           | فارسان        | چهارمحال و بختیاری  | ۵۰۰۰۵        |

## بین ۲۰ هزار تا ۵۰ هزار نفر
| نام بخش             | شهرستان          | استان               | جمعیت (۱۳۹۰) |
| ------------------- | ---------------- | ------------------- | ------------ |
| بخش مرکزی           | عجب شیر          | آذربایجان شرقی      | ۴۹۹۶۷        |
| بخش مرکزی           | قلعه گنج         | کرمان               | ۴۹۹۰۴        |
| بخش مرکزی           | زرندیه           | مرکزی               | ۴۹۳۴۴        |
| بخش مرکزی           | دیواندره         | کردستان             | ۴۹۲۸۲        |
| بخش مرکزی           | دلیجان           | مرکزی               | ۴۸۹۸۶        |
| بخش مرکزی           | رامیان           | گلستان              | ۴۸۹۳۴        |
| بخش مرکزی           | طبس              | یزد                 | ۴۸۵۶۹        |
| بخش بهاران          | گرگان            | گلستان              | ۴۸۵۰۷        |
| بخش پلان            | چاه بهار         | سیستان و بلوچستان   | ۴۸۲۴۱        |
| بخش مرکزی           | منوجان           | کرمان               | ۴۸۱۳۸        |
| بخش کوچصفهان        | رشت              | گیلان               | ۴۸۰۷۹        |
| بخش خاوران          | ری               | تهران               | ۴۷۸۱۱        |
| بخش مرکزی           | شازند            | مرکزی               | ۴۷۷۳۷        |
| بخش مرکزی           | گرمی             | اردبیل              | ۴۷۴۴۹        |
| بخش باغ بهادران     | لنجان            | اصفهان              | ۴۷۲۴۹        |
| بخش مرکزی           | لامرد            | فارس                | ۴۶۹۳۳        |
| بخش حمیدیه          | اهواز            | خوزستان             | ۴۶۹۰۲        |
| بخش مرکزی           | جلفا             | آذربایجان شرقی      | ۴۶۷۳۰        |
| بخش مرکزی           | خواف             | خراسان رضوی         | ۴۶۲۷۳        |
| بخش مرکزی           | رشتخوار          | خراسان رضوی         | ۴۶۱۸۵        |
| بخش مرکزی           | ریگان            | کرمان               | ۴۶۱۵۰        |
| بخش گتاب            | بابل             | مازندران            | ۴۶۰۴۱        |
| بخش اوز             | لارستان          | فارس                | ۴۵۷۵۲        |
| بخش صالح آباد       | تربت جام         | خراسان رضوی         | ۴۵۶۹۵        |
| بخش فنوج            | نیک شهر          | سیستان و بلوچستان   | ۴۵۶۳۷        |
| بخش پشت آب          | زابل             | سیستان و بلوچستان   | ۴۵۴۶۶        |
| بخش مرکزی           | رزن              | همدان               | ۴۵۴۱۹        |
| بخش لالجین          | بهار             | همدان               | ۴۵۲۱۴        |
| بخش مرکزی           | زابلی            | سیستان و بلوچستان   | ۴۴۹۷۲        |
| بخش مرکزی           | فریدونکنار       | مازندران            | ۴۴۸۱۴        |
| بخش مرکزی           | هشترود           | آذربایجان شرقی      | ۴۴۷۷۶        |
| بخش مرکزی           | گتوند            | خوزستان             | ۴۴۷۰۳        |
| بخش مرکزی           | خرامه            | فارس                | ۴۴۵۲۷        |
| بخش مرکزی           | گالیکش           | گلستان              | ۴۴۳۶۳        |
| بخش مرکزی           | نرماشیر          | کرمان               | ۴۴۱۵۰        |
| بخش مرکزی           | استهبان          | فارس                | ۴۴۱۴۱        |
| بخش مرکزی           | مهریز            | یزد                 | ۴۴۱۲۶        |
| بخش مرکزی           | گیلانغرب         | کرمانشاه            | ۴۳۴۲۴        |
| بخش چنارشاهیجان     | کازرون           | فارس                | ۴۳۳۹۹        |
| بخش مرکزی           | دهگلان           | کردستان             | ۴۳۲۷۰        |
| بخش مرکزی           | سمیرم            | اصفهان              | ۴۳۲۳۳        |
| بخش مرکزی           | نهبندان          | خراسان جنوبی        | ۴۲۹۷۹        |
| بخش بندزرک          | میناب            | هرمزگان             | ۴۲۹۲۹        |
| بخش مرکزی           | دیر              | بوشهر               | ۴۲۷۶۵        |
| بخش مرکزی           | درگز             | خراسان رضوی         | ۴۲۵۸۷        |
| بخش مرکزی           | کیار             | چهارمحال و بختیاری  | ۴۲۵۴۰        |
| بخش لاشار           | نیک شهر          | سیستان و بلوچستان   | ۴۲۱۱۴        |
| بخش چمستان          | نور              | مازندران            | ۴۲۰۴۵        |
| بخش اسماعیلی        | جیرفت            | کرمان               | ۴۱۹۶۳        |
| بخش شریف‌آباد        | پاکدشت           | تهران               | ۴۱۹۴۱        |
| بخش مرکزی           | بافق             | یزد                 | ۴۱۸۷۶        |
| بخش جازموریان       | رودبار جنوب      | کرمان               | ۴۱۷۰۹        |
| بخش مرکزی           | فردوس            | خراسان جنوبی        | ۴۱۶۲۶        |
| بخش شیب آب          | زابل             | سیستان و بلوچستان   | ۴۱۵۲۰        |
| بخش مرکزی           | شیروان و چرداول  | ایلام               | ۴۱۴۶۹        |
| بخش مرکزی           | ارسنجان          | فارس                | ۴۱۲۹۷        |
| بخش مرکزی           | سوادکوه          | مازندران            | ۴۰۹۶۹        |
| بخش گلبهار          | چناران           | خراسان رضوی         | ۴۰۷۸۵        |
| بخش مرکزی           | زاوه             | خراسان رضوی         | ۴۰۷۰۱        |
| بخش اشتهارد         | کرج              | البرز               | ۴۰۶۱۰        |
| بخش اسالم           | طوالش            | گیلان               | ۴۰۵۶۹        |
| بخش خفر             | جهرم             | فارس                | ۴۰۵۳۵        |
| بخش مرکزی           | جم               | بوشهر               | ۴۰۴۲۸        |
| بخش مرکزی           | سروآباد          | کردستان             | ۴۰۲۹۸        |
| بخش خرم‌آباد         | تنکابن           | مازندران            | ۴۰۲۶۳        |
| بخش نازلو           | ارومیه           | آذربایجان غربی      | ۴۰۲۴۳        |
| بخش نصرآباد         | تربت جام         | خراسان رضوی         | ۴۰۲۴۵        |
| بخش قروه درجزین     | رزن              | همدان               | ۴۰۲۳۷        |
| بخش صفا دشت         | ملارد            | تهران               | ۴۰۱۳۹        |
| بخش مرکزی           | میاندورود        | مازندران            | ۴۰۰۱۳        |
| بخش مرکزی           | حاجی آباد        | هرمزگان             | ۳۹۹۵۵        |
| بخش مرکزی           | گراش             | فارس                | ۳۹۹۱۹        |
| بخش مرکزی           | ایوان            | ایلام               | ۳۹۹۰۹        |
| بخش میرجاوه         | زاهدان           | سیستان و بلوچستان   | ۳۹۸۷۳        |
| بخش مرکزی           | فهرج             | کرمان               | ۳۹۸۷۱        |
| بخش مرکزی           | هریس             | آذربایجان شرقی      | ۳۹۷۳۵        |
| بخش مرکزی           | شوط              | آذربایجان غربی      | ۳۹۵۹۶        |
| بخش پارود           | سرباز            | سیستان وبلوچستان    | ۳۹۴۲۵        |
| بخش قصرقند          | نیک شهر          | سیستان و بلوچستان   | ۳۹۴۱۴        |
| بخش مرکزی           | پاوه             | کرمانشاه            | ۳۹۳۷۹        |
| بخش مرکزی           | خمیر             | هرمزگان             | ۳۹۱۱۹        |
| بخش بسطام           | شاهرود           | سمنان               | ۳۹۱۰۱        |
| بخش مرکزی           | روانسر           | کرمانشاه            | ۳۸۸۷۴        |
| بخش زالیان          | شازند            | مرکزی               | ۳۸۸۱۳        |
| بخش مرکزی           | دلگان            | سیستان و بلوچستان   | ۳۸۷۴۱        |
| بخش مرکزی           | دره شهر          | ایلام               | ۳۸۷۱۶        |
| بخش رومشکان         | کوهدشت           | لرستان              | ۳۸۷۰۱        |
| بخش مرکزی           | جوین             | خراسان رضوی         | ۳۸۵۱۱        |
| بخش میان جلگه       | نیشابور          | خراسان رضوی         | ۳۸۴۷۸        |
| بخش مرکزی           | فریدونشهر        | اصفهان              | ۳۸۳۳۴        |
| بخش فشاپویه         | ری               | تهران               | ۳۸۳۱۱        |
| بخش خسروشهر         | تبریز            | آذربایجان شرقی      | ۳۸۲۲۶        |
| بخش مرکزی           | تنگستان          | بوشهر               | ۳۸۰۴۷        |
| بخش درودزن          | مرودشت           | فارس                | ۳۷۸۷۹        |
| بخش مرکزی           | چالدران          | آذربایجان غربی      | ۳۷۸۱۹        |
| بخش کمالان          | علی آباد         | گلستان              | ۳۷۲۹۵        |
| بخش رودپی           | ساری             | مازندران            | ۳۷۲۸۷        |
| بخش میامی           | شاهرود           | سمنان               | ۳۷۲۵۸        |
| بخش مرکزی           | اردل             | چهارمحال و بختیاری  | ۳۷۱۸۷        |
| بخش مرکزی           | فاروج            | خراسان شمالی        | ۳۷۱۰۲        |
| بخش مرکزی           | رضوانشهر         | گیلان               | ۳۷۱۰۰        |
| بخش مرکزی           | دهلران           | ایلام               | ۳۶۹۴۲        |
| بخش بیضا            | سپیدان           | فارس                | ۳۶۷۳۷        |
| بخش نوک آباد        | خاش              | سیستان و بلوچستان   | ۳۶۵۰۶        |
| بخش مرکزی           | بردسکن           | خراسان رضوی         | ۳۶۵۰۳        |
| بخش مرکزی           | بستک             | هرمزگان             | ۳۶۴۹۸        |
| بخش مرکزی           | تیران و کرون     | اصفهان              | ۳۶۳۹۹        |
| بخش فندرسک          | رامیان           | گلستان              | ۳۶۳۹۰        |
| بخش ساردوییه        | جیرفت            | کرمان               | ۳۶۳۷۹        |
| بخش صوفیان          | شبستر            | آذربایجان شرقی      | ۳۶۲۳۵        |
| بخش صومای برادوست   | ارومیه           | آذربایجان غربی      | ۳۶۲۱۶        |
| بخش مرکزی           | سیاهکل           | گیلان               | ۳۵۹۱۸        |
| بخش سامان           | شهرکرد           | چهارمحال و بختیاری  | ۳۵۸۹۵        |
| بخش بروات           | بم               | کرمان               | ۳۵۶۷۳        |
| بخش مرکزی           | شهرستان دشتستان  | بوشهر               | ۳۵۵۶۱        |
| بخش انار            | انار             | کرمان               | ۳۵۲۹۵        |
| بخش جونقان          | فارسان           | چهارمحال و بختیاری  | ۳۵۱۶۶        |
| بخش مرکزی           | دهاقان           | اصفهان              | ۳۴۸۴۴        |
| بخش مرکزی           | جاسک             | هرمزگان             | ۳۴۶۳۷        |
| بخش مرکزی           | چایپاره          | آذربایجان غربی      | ۳۴۵۲۳        |
| بخش مرکزی           | سپیدان           | فارس                | ۳۴۴۷۸        |
| بخش مرکزی           | باخرز            | خراسان رضوی         | ۳۴۴۴۲        |
| بخش مرکزی           | رامشیر           | خوزستان             | ۳۴۳۲۲        |
| بخش جره وبالاده     | کازرون           | فارس                | ۳۴۲۳۴        |
| بخش مرکزی           | ورزقان           | آذربایجان شرقی      | ۳۴۲۱۳        |
| بخش مرکزی           | نایین            | اصفهان              | ۳۴۱۷۷        |
| بخش کلاچای          | رودسر            | گیلان               | ۳۴۱۶۷        |
| بخش سردشت           | دزفول            | خوزستان             | ۳۴۱۴۹        |
| بخش لشت نشإ         | رشت              | گیلان               | ۳۳۹۷۲        |
| بخش چغامیش          | دزفول            | خوزستان             | ۳۳۹۶۱        |
| بخش مرکزی           | شفت              | گیلان               | ۳۳۸۸۷        |
| بخش سلامی           | خواف             | خراسان رضوی         | ۳۳۸۶۷        |
| بخش مرکزی           | راور             | کرمان               | ۳۳۸۶۷        |
| بخش شهاب            | قشم              | هرمزگان             | ۳۳۵۳۸        |
| بخش بندپی شرقی      | بابل             | مازندران            | ۳۳۵۰۸        |
| بخش مرکزی           | مه ولات          | خراسان رضوی         | ۳۳۴۸۸        |
| بخش اشترینان        | بروجرد           | لرستان              | ۳۳۴۷۸        |
| بخش سعدآباد         | دشتستان          | بوشهر               | ۳۳۲۷۲        |
| بخش مرکزی           | ابرکوه           | یزد                 | ۳۳۲۱۷        |
| بخش مرکزی           | ارزوئیه          | کرمان               | ۳۳۱۷۶        |
| بخش کیاشهر          | آستانه اشرفیه    | گیلان               | ۳۳۱۳۸        |
| بخش خانمیرزا        | لردگان           | چهارمحال و بختیاری  | ۳۳۰۰۰        |
| بخش فلارد           | لردگان           | چهارمحال و بختیاری  | ۳۲۹۴۴        |
| بخش لاران           | شهرکرد           | چهارمحال و بختیاری  | ۳۲۷۹۱        |
| بخش قره چای         | خنداب            | مرکزی               | ۳۲۶۹۷        |
| بخش کرون            | تیران و کرون     | اصفهان              | ۳۲۶۴۸        |
| بخش مرکزی           | فراشبند          | فارس                | ۳۲۵۶۵        |
| بخش مرکزی           | گمیشان           | گلستان              | ۳۲۵۴۷        |
| بخش مرکزی           | باوی             | خوزستان             | ۳۲۴۶۸        |
| بخش مرکزی           | خوانسار          | اصفهان              | ۳۲۴۲۳        |
| بخش مرکزی           | فیروزکوه         | تهران               | ۳۲۳۵۹        |
| بخش آباده طشک       | نی ریز           | فارس                | ۳۲۳۲۷        |
| بخش گرکن جنوبی      | مبارکه           | اصفهان              | ۳۲۲۵۳        |
| بخش بم پشت          | سراوان           | سیستان و بلوچستان   | ۳۲۲۲۶        |
| بخش دلوار           | تنگستان          | بوشهر               | ۳۲۱۵۴        |
| بخش حویق            | طوالش            | گیلان               | ۳۱۸۴۰        |
| بخش مرکزی           | بندرگز           | گلستان              | ۳۱۸۲۹        |
| بخش تخت             | بندرعباس         | هرمزگان             | ۳۱۷۲۸        |
| بخش مرکزی           | ایجرود           | زنجان               | ۳۱۶۵۶        |
| بخش مرکزی           | خنج              | فارس                | ۳۱۶۴۴        |
| بخش مرکزی           | سیریک            | هرمزگان             | ۳۱۴۵۸        |
| بخش مرکزی           | تفت              | یزد                 | ۳۱۳۶۸        |
| بخش مرکزی           | ثلاث باباجانی    | کرمانشاه            | ۳۱۳۵۲        |
| بخش ششده وقره بلاغ  | فسا              | فارس                | ۳۱۳۴۷        |
| بخش ماهان           | کرمان            | کرمان               | ۳۱۳۱۹        |
| بخش مرکزی           | خرم بید          | فارس                | ۳۱۲۶۱        |
| بخش سرخرود          | محمودآباد        | مازندران            | ۳۱۲۳۶        |
| بخش مرکزی           | پارسیان          | هرمزگان             | ۳۱۲۲۸        |
| بخش مهربان          | سراب             | آذربایجان شرقی      | ۳۱۰۵۰        |
| بخش وزینه           | سردشت            | آذربایجان غربی      | ۳۱۰۴۰        |
| بخش شاندیز          | بینالود          | خراسان رضوی         | ۳۰۹۸۱        |
| بخش مرکزی           | بیله سوار        | اردبیل              | ۳۰۹۲۰        |
| بخش گلدشت           | گمیشان           | گلستان              | ۳۰۹۰۰        |
| بخش سلیمان          | زاوه             | خراسان رضوی         | ۳۰۸۵۵        |
| بخش مرکزی           | هندیجان          | خوزستان             | ۳۰۵۰۶        |
| بخش مرکزی           | شهرستان فامنین   | همدان               | ۳۰۳۰۵        |
| بخش سامن            | ملایر            | همدان               | ۳۰۱۸۵        |
| بخش مرکزی           | خلیل آباد        | خراسان رضوی         | ۳۰۱۵۹        |
| بخش بزینه رود       | خدابنده          | زنجان               | ۳۰۱۱۲        |
| بخش بن              | شهرکرد           | چهارمحال بختیاری    | ۳۰۰۶۱        |
| بخش ایلخچی          | اسکو             | آذربایجان شرقی      | ۲۹۸۷۲        |
| بخش زیرکوه          | قاینات           | خراسان جنوبی        | ۲۹۸۴۴        |
| بخش پره سر          | رضوانشهر         | گیلان               | ۲۹۸۰۹        |
| بخش سردرود          | رزن              | همدان               | ۲۹۷۸۲        |
| بخش مرکزی           | آبدانان          | ایلام               | ۲۹۴۹۹        |
| بخش خزل             | نهاوند           | همدان               | ۲۹۴۵۸        |
| بخش رودهن           | دماوند           | تهران               | ۲۹۳۳۰        |
| بخش وشمگیر          | آق قلا           | گلستان              | ۲۹۲۴۱        |
| بخش اسفرورین        | تاکستان          | قزوین               | ۲۹۱۰۶        |
| بخش مرکزی           | لالی             | خوزستان             | ۲۹۰۴۵        |
| بخش خوسف            | بیرجند           | خراسان جنوبی        | ۲۹۰۱۹        |
| بخش مرکزی           | اردستان          | اصفهان              | ۲۹۰۱۱        |
| بخش رودبست          | بابلسر           | مازندران            | ۲۸۹۸۸        |
| بخش سیدان           | مرودشت           | فارس                | ۲۸۹۱۶        |
| بخش مرکزی           | املش             | گیلان               | ۲۸۸۸۲        |
| بخش مرکزی           | ماسال            | گیلان               | ۲۸۷۹۷        |
| بخش موچش            | کامیاران         | کردستان             | ۲۸۶۰۲        |
| بخش سلطانیه         | ابهر             | زنجان               | ۲۸۵۹۲        |
| بخش جالق            | سراوان           | سیستان و بلوچستان   | ۲۸۵۸۴        |
| بخش جبالبارزجنوبی   | عنبرآباد         | کرمان               | ۲۸۵۵۷        |
| بخش آفتاب           | تهران            | تهران               | ۲۸۴۰۲        |
| بخش مرکزی           | مراوه تپه        | گلستان              | ۲۸۴۰۲        |
| بخش زیویه           | سقز              | کردستان             | ۲۸۱۵۸        |
| بخش شرا             | همدان            | همدان               | ۲۸۱۳۷        |
| بخش مرکزی           | رستم             | فارس                | ۲۸۱۰۱        |
| بخش خواجه           | هریس             | آذربایجان شرقی      | ۲۸۰۸۵        |
| بخش جویم            | لارستان          | فارس                | ۲۸۰۸۳        |
| بخش ششتمد           | سبزوار           | خراسان رضوی         | ۲۸۰۸۲        |
| بخش صالح آباد       | بهار             | همدان               | ۲۸۰۶۲        |
| بخش مرکزی           | پلدشت            | آذربایجان غربی      | ۲۸۰۲۲        |
| بخش سجاس رود        | خدابنده          | زنجان               | ۲۷۹۹۲        |
| بخش مرکزی           | طارم             | زنجان               | ۲۷۶۹۶        |
| بخش بن رود          | اصفهان           | اصفهان              | ۲۷۶۸۷        |
| بخش جنت             | داراب            | فارس                | ۲۷۶۴۵        |
| بخش شیبکوه          | فسا              | فارس                | ۲۷۶۳۵        |
| بخش اصلاندوز        | پارس آباد        | اردبیل              | ۲۷۵۸۳        |
| بخش تولم            | صومعه سرا        | گیلان               | ۲۷۵۸۲        |
| بخش مرکزی           | چادگان           | اصفهان              | ۲۷۵۴۸        |
| بخش یامچی           | مرند             | آذربایجان شرقی      | ۲۷۵۰۹        |
| بخش طرقبه           | بینالود          | خراسان رضوی         | ۲۷۵۰۲        |
| بخش مرکزی           | سروستان          | فارس                | ۲۷۴۳۸        |
| بخش گلی داغ         | مراوه تپه        | گلستان              | ۲۷۴۱۹        |
| بخش جناح            | بستک             | هرمزگان             | ۲۷۴۱۰        |
| بخش مرکزی           | سربیشه           | خراسان جنوبی        | ۲۷۴۰۷        |
| بخش نگین کویر       | فهرج             | کرمان               | ۲۷۳۵۷        |
| بخش مرکزی           | خوشاب            | خراسان رضوی         | ۲۷۳۴۵        |
| بخش خشکبیجار        | رشت              | گیلان               | ۲۷۲۴۹        |
| بخش زنجانرود        | زنجان            | زنجان               | ۲۷۰۵۵        |
| بخش چترود           | کرمان            | کرمان               | ۲۶۹۶۱        |
| بخش گرمخان          | بجنورد           | خراسان شمالی        | ۲۶۹۵۵        |
| بخش کوهسار          | سلماس            | آذربایجان غربی      | ۲۶۹۵۲        |
| بخش مرکزی           | دیلم             | بوشهر               | ۲۶۹۴۸        |
| بخش مرکزی           | کلیبر            | آذربایجان شرقی      | ۲۶۶۵۲        |
| بخش آوج             | بویین زهرا       | قزوین               | ۲۶۶۱۱        |
| بخش قطور            | خوی              | آذربایجان غربی      | ۲۶۵۸۳        |
| بخش چاه دادخدا      | قلعه گنج         | کرمان               | ۲۶۴۷۲        |
| بخش مرکزی           | نمین             | اردبیل              | ۲۶۴۶۸        |
| بخش مانه            | مانه و سملقان    | خراسان شمالی        | ۲۶۴۶۱        |
| بخش پیشکمر          | کلاله            | گلستان              | ۲۶۴۰۹        |
| بخش توکهور          | میناب            | هرمزگان             | ۲۶۴۰۷        |
| بخش رحیم آباد       | رودسر            | گیلان               | ۲۶۳۵۰        |
| بخش مرکزی           | سرباز            | سیستان و بلوچستان   | ۲۶۳۴۸        |
| بخش مرکزی           | بهمیی            | کهگیلویه و بویراحمد | ۲۶۳۰۷        |
| بخش مرکزی           | گلوگاه           | مازندران            | ۲۶۲۸۱        |
| بخش کوهسرخ          | کاشمر            | خراسان رضوی         | ۲۶۲۵۸        |
| بخش بویین ومیاندشت  | فریدن            | اصفهان              | ۲۶۱۳۷        |
| بخش خنافره          | شادگان           | خوزستان             | ۲۶۱۳۳        |
| بخش کیش             | بندرلنگه         | هرمزگان             | ۲۵۹۵۲        |
| بخش مرکزی           | تفرش             | مرکزی               | ۲۵۹۱۲        |
| بخش مهردشت          | نجف آباد         | اصفهان              | ۲۵۸۹۵        |
| بخش بندپی غربی      | بابل             | مازندران            | ۲۵۸۷۶        |
| بخش مرحمت آباد      | میاندوآب         | آذربایجان غربی      | ۲۵۸۱۴        |
| بخش انزل            | ارومیه           | آذربایجان غربی      | ۲۵۷۲۹        |
| بخش انگوت           | گرمی             | اردبیل              | ۲۵۶۹۴        |
| بخش پاتاوه          | دنا              | کهگیلویه و بویراحمد | ۲۵۶۸۶        |
| بخش مرکزی           | خنداب            | مرکزی               | ۲۵۵۶۵        |
| بخش کرگانرود        | طوالش            | گیلان               | ۲۵۵۴۶        |
| بخش لواسانات        | شمیرانات         | تهران               | ۲۵۳۷۶        |
| بخش رودبنه          | لاهیجان          | گیلان               | ۲۵۳۵۱        |
| بخش چابکسر          | رودسر            | گیلان               | ۲۵۳۰۱        |
| بخش فیروزاباد       | کرمانشاه         | کرمانشاه            | ۲۵۲۵۵        |
| بخش مرکزی           | هویزه            | خوزستان             | ۲۵۲۵۲        |
| بخش دشتابی          | بویین زهرا       | قزوین               | ۲۵۱۷۰        |
| بخش مرکزی           | مهدی شهر         | سمنان               | ۲۵۱۱۴        |
| بخش بابل کنار       | بابل             | مازندران            | ۲۵۰۶۹        |
| بخش پیشین           | سرباز            | سیستان و بلوچستان   | ۲۵۰۳۱        |
| بخش گوگان           | آذرشهر           | آذربایجان شرقی      | ۲۵۰۲۸        |
| بخش سیمینه          | بوکان            | آذربایجان غربی      | ۲۴۹۸۲        |
| بخش مرکزی           | پاسارگاد         | فارس                | ۲۴۹۶۲        |
| بخش ویلکیج          | نمین             | اردبیل              | ۲۴۹۶۰        |
| بخش لاجان           | پیرانشهر         | آذربایجان غربی      | ۲۴۹۳۱        |
| بخش کومله           | لنگرود           | گیلان               | ۲۴۹۲۵        |
| بخش نشتا            | تنکابن           | مازندران            | ۲۴۷۳۰        |
| بخش مرکزی           | صدوق             | یزد                 | ۲۴۷۰۹        |
| بخش جلگه رخ         | تربت حیدریه      | خراسان رضوی         | ۲۴۷۰۵        |
| بخش احمدسرگوراب     | شفت              | گیلان               | ۲۴۶۵۶        |
| بخش کلارآباد        | عباس آباد        | مازندران            | ۲۴۶۴۵        |
| بخش بنت             | نیک شهر          | سیستان و بلوچستان   | ۲۴۶۴۱        |
| بخش مرکزی           | گرمه             | خراسان شمالی        | ۲۴۵۹۹        |
| بخش بیکاه           | رودان            | هرمزگان             | ۲۴۵۴۰        |
| بخش شیرین سو        | کبودراهنگ        | همدان               | ۲۴۱۳۰        |
| بخش تیکمه داش       | بستان آباد       | آذربایجان شرقی      | ۲۴۳۶۶        |
| بخش میمند           | فیروزآباد        | فارس                | ۲۴۳۱۱        |
| بخش جوادآباد        | ورامین           | تهران               | ۲۴۲۸۰        |
| بخش اروندکنار       | آبادان           | خوزستان             | ۲۴۲۱۱        |
| بخش داشلی برون      | گنبد کاووس       | گلستان              | ۲۴۱۹۷        |
| بخش لیلان           | ملکان            | آذربایجان شرقی      | ۲۴۱۶۹        |
| بخش هلالی           | جغتای            | خراسان رضوی         | ۲۴۱۴۱        |
| بخش جلگه چاه هاشم   | دلگان            | سیستان و بلوچستان   | ۲۴۰۷۲        |
| بخش مرکزی           | چرام             | کهگیلویه و بویراحمد | ۲۴۰۷۰        |
| بخش آیسک            | سرایان           | خراسان جنوبی        | ۲۴۰۳۴        |
| بخش مرکزی           | مهران            | ایلام               | ۲۳۸۷۳        |
| بخش مرکزی           | درمیان           | خراسان جنوبی        | ۲۳۸۲۲        |
| بخش مرکزی           | جغتای            | خراسان رضوی         | ۲۳۷۷۹        |
| بخش قلندرآباد       | فریمان           | خراسان رضوی         | ۲۳۷۶۱        |
| بخش شاندرمن         | ماسال            | گیلان               | ۲۳۶۹۹        |
| بخش مرکزی           | قصرشیرین         | کرمانشاه            | ۲۳۶۶۵        |
| بخش حبیب آباد       | برخوار           | اصفهان              | ۲۳۶۴۰        |
| بخش کندوان          | میانه            | آذربایجان شرقی      | ۲۳۶۳۷        |
| بخش سندرک           | میناب            | هرمزگان             | ۲۳۶۲۴        |
| بخش شال             | بویین زهرا       | قزوین               | ۲۳۵۷۲        |
| بخش شیرگاه          | سوادکوه          | مازندران            | ۲۳۴۰۹        |
| بخش بیستون          | هرسین            | کرمانشاه            | ۲۳۳۰۵        |
| بخش بهنمیر          | بابلسر           | مازندران            | ۲۳۲۸۴        |
| بخش گل تپه          | کبودرآهنگ        | همدان               | ۲۳۲۷۳        |
| بخش احمد آباد       | مشهد             | خراسان رضوی         | ۲۳۱۹۵        |
| بخش کاکی            | دشتی             | بوشهر               | ۲۳۱۵۷        |
| بخش میرزاکوچک جنگلی | صومعه سرا        | گیلان               | ۲۳۰۸۶        |
| بخش مرکزی           | ماهنشان          | زنجان               | ۲۳۰۲۲        |
| بخش باروق           | میاندوآب         | آذربایجان غربی      | ۲۳۰۱۴        |
| بخش صیدون           | باغ ملک          | خوزستان             | ۲۲۹۶۵        |
| بخش میان ولایت      | تایباد           | خراسان رضوی         | ۲۲۹۵۶        |
| بخش مرکزی           | عباس آباد        | مازندران            | ۲۲۹۴۶        |
| بخش مرکزی           | کمیجان           | مرکزی               | ۲۲۸۹۹        |
| بخش قشلاق دشت       | بیله سوار        | اردبیل              | ۲۲۸۴۸        |
| بخش ترکمانچای       | میانه            | آذربایجان شرقی      | ۲۲۷۲۴        |
| بخش لوندویل         | آستارا           | گیلان               | ۲۲۶۸۸        |
| بخش معمولان         | پلدختر           | لرستان              | ۲۲۵۸۳        |
| بخش ارژن            | شیراز            | فارس                | ۲۲۵۵۴        |
| بخش سرچهان          | بوانات           | فارس                | ۲۲۴۹۲        |
| بخش مرکزی           | کلات             | خراسان رضوی         | ۲۲۴۲۱        |
| بخش سملقان          | مانه و سملقان    | خراسان شمالی        | ۲۲۳۳۵        |
| بخش ابژدان          | اندیکا           | خوزستان             | ۲۲۲۹۶        |
| بخش کوهپایه         | اصفهان           | اصفهان              | ۲۲۲۷۵        |
| بخش سنگان           | خواف             | خراسان رضوی         | ۲۲۱۹۶        |
| بخش آبش احمد        | کلیبر            | آذربایجان شرقی      | ۲۲۱۸۵        |
| بخش رونیز           | استهبان          | فارس                | ۲۲۰۳۱        |
| بخش جرقویه سفلی     | اصفهان           | اصفهان              | ۲۲۰۰۳        |
| بخش چندار           | ساوجبلاغ         | البرز               | ۲۱۹۱۰        |
| بخش خرمدشت          | تاکستان          | قزوین               | ۲۱۹۱۰        |
| بخش طسوج            | کوار             | فارس                | ۲۱۹۰۲        |
| بخش کاکاوند         | دلفان            | لرستان              | ۲۱۸۳۷        |
| بخش شعیبیه          | شوشتر            | خوزستان             | ۲۱۷۸۰        |
| بخش مرکزی           | دالاهو           | کرمانشاه            | ۲۱۷۴۱        |
| بخش پادنا           | سمیرم            | اصفهان              | ۲۱۷۳۳        |
| بخش هیر             | اردبیل           | اردبیل              | ۲۱۷۰۹        |
| بخش گیل خوران       | جویبار           | مازندران            | ۲۱۶۸۹        |
| بخش فورگ            | داراب            | فارس                | ۲۱۶۰۰        |
| بخش تخت سلیمان      | تکاب             | آذربایجان غربی      | ۲۱۵۵۸        |
| بخش صفاییه          | خوی              | آذربایجان غربی      | ۲۱۵۵۸        |
| بخش کلاترزان        | سنندج            | کردستان             | ۲۱۵۵۷        |
| بخش مرکزی           | تخت جلگه         | خراسان رضوی         | ۲۱۵۱۳        |
| بخش دهدز            | ایذه             | خوزستان             | ۲۱۴۸۲        |
| بخش امام زاده       | نطنز             | اصفهان              | ۲۱۴۷۳        |
| بخش کوهنانی         | کوهدشت           | لرستان              | ۲۱۴۳۳        |
| بخش سراجو           | مراغه            | آذربایجان شرقی      | ۲۱۳۷۱        |
| بخش لنده            | کهگیلویه         | کهگیلویه و بویراحمد | ۲۱۳۶۷        |
| بخش آب پخش          | دشتستان          | بوشهر               | ۲۱۳۵۲        |
| بخش محمدیار         | نقده             | آذربایجان غربی      | ۲۱۳۱۸        |
| بخش داورزن          | سبزوار           | خراسان رضوی         | ۲۱۳۰۹        |
| بخش طاغنکوه         | تخت جلگه         | خراسان رضوی         | ۲۱۲۲۶        |
| بخش مرکزی           | رابر             | کرمان               | ۲۱۲۲۶        |
| بخش مرکزی           | خاتم             | یزد                 | ۲۱۲۱۰        |
| بخش هوراند          | اهر              | آذربایجان شرقی      | ۲۱۰۸۹        |
| بخش نوبران          | ساوه             | مرکزی               | ۲۰۹۸۹        |
| بخش مارگون          | بویراحمد         | کهگیلویه و بویراحمد | ۲۰۹۳۷        |
| بخش مرکزی           | نطنز             | اصفهان              | ۲۰۷۶۶        |
| بخش میمه            | شاهین شهر و میمه | اصفهان              | ۲۰۶۹۸        |
| بخش بلداجی          | بروجن            | چهارمحال و بختیاری  | ۲۰۶۸۸        |
| بخش شهداد           | کرمان            | کرمان               | ۲۰۶۶۵        |
| بخش کشکوییه         | رفسنجان          | کرمان               | ۲۰۵۸۷        |
| بخش جلگه            | اصفهان           | اصفهان              | ۲۰۵۴۷        |
| بخش سده             | قاینات           | خراسان جنوبی        | ۲۰۴۸۲        |
| بخش جزینک           | زهک              | سیستان و بلوچستان   | ۲۰۴۳۷        |
| بخش ماهیدشت         | کرمانشاه         | کرمانشاه            | ۲۰۴۰۲        |
| بخش مرکزی           | چاراویماق        | آذربایجان شرقی      | ۲۰۳۴۱        |
| بخش مرکزی           | بجستان           | خراسان رضوی         | ۲۰۳۲۶        |
| بخش گنبکی           | ریگان            | کرمان               | ۲۰۱۸۵        |
| بخش نیمبلوک         | قاینات           | خراسان جنوبی        | ۲۰۱۵۲        |
| بخش اشکنان          | لامرد            | فارس                | ۲۰۰۵۸        |
| بخش کشاورز          | شاهین دژ         | آذربایجان غربی      | ۲۰۰۳۲        |
| بخش شبانکاره        | دشتستان          | بوشهر               | ۲۰۰۲۲        |
| بخش مرکزی           | کوثر             | اردبیل              | ۲۰۰۱۳        |
| بخش هیدوچ           | سیب و سوران      | سیستان و بلوچستان   | ۲۰۰۱۱        |

## بین ۱۰ هزار تا ۲۰ هزار نفر
| نام بخش               | شهرستان         | استان               | جمعیت (۱۳۹۰) |
| --------------------- | --------------- | ------------------- | ------------ |
| بخش گله دار           | مهر             | فارس                | ۱۹۹۹۲        |
| بخش مرکزی             | جاجرم           | خراسان شمالی        | ۱۹۶۸۷        |
| بخش کجور              | نوشهر           | مازندران            | ۱۹۶۷۱        |
| بخش بلبان آباد        | دهگلان          | کردستان             | ۱۹۵۷۴        |
| بخش قلقل رود          | تویسرکان        | همدان               | ۱۹۵۷۲        |
| بخش جبالبارز          | جیرفت           | کرمان               | ۱۹۵۷۰        |
| بخش ضیاءآباد          | تاکستان         | قزوین               | ۱۹۵۳۲        |
| بخش جلگه زوزن         | خواف            | خراسان رضوی         | ۱۹۵۲۳        |
| بخش موسیان            | دهلران          | ایلام               | ۱۹۴۲۷        |
| بخش گیان              | نهاوند          | همدان               | ۱۹۴۱۶        |
| بخش بنارویه           | لارستان         | فارس                | ۱۹۳۲۱        |
| بخش سریش آباد         | قروه            | کردستان             | ۱۹۲۳۶        |
| بخش بوژگان            | تربت جام        | خراسان رضوی         | ۱۹۲۰۹        |
| بخش بالا ولایت        | باخرز           | خراسان رضوی         | ۱۹۱۴۰        |
| بخش بام وصفی آباد     | اسفراین         | خراسان شمالی        | ۱۹۱۳۳        |
| بخش قره کهریز         | شازند           | مرکزی               | ۱۹۱۲۰        |
| بخش رودخانه           | رودان           | هرمزگان             | ۱۹۰۲۹        |
| بخش حمیل              | اسلام‌آباد غرب   | کرمانشاه            | ۱۹۰۰۳        |
| بخش مشهدمرغاب         | خرم بید         | فارس                | ۱۸۹۹۱        |
| بخش ششطراز            | خلیل آباد       | خراسان رضوی         | ۱۸۹۵۲        |
| بخش مرکزی             | فاریاب          | کرمان               | ۱۸۹۴۹        |
| بخش پایین جام         | تربت جام        | خراسان رضوی         | ۱۸۹۲۵        |
| بخش چورزق             | طارم            | زنجان               | ۱۸۹۲۰        |
| بخش یزدان آباد        | زرند            | کرمان               | ۱۸۹۰۵        |
| بخش مرکزی             | بشرویه          | خراسان جنوبی        | ۱۸۸۴۰        |
| بخش دیشموک            | کهگیلویه        | کهگیلویه و بویراحمد | ۱۸۷۴۴        |
| بخش بازرگان           | ماکو            | آذربایجان غربی      | ۱۸۷۳۰        |
| بخش رودبارقصران       | شمیرانات        | تهران               | ۱۸۶۸۵        |
| بخش مهران             | بندرلنگه        | هرمزگان             | ۱۸۶۶۲        |
| بخش بیلوار            | کرمانشاه        | کرمانشاه            | ۱۸۶۰۵        |
| بخش زارچ              | یزد             | یزد                 | ۱۸۵۵۷        |
| بخش رامند             | بویین زهرا      | قزوین               | ۱۸۵۴۷        |
| بخش دینور             | صحنه            | کرمانشاه            | ۱۸۴۵۲        |
| بخش شهرآباد           | بردسکن          | خراسان رضوی         | ۱۸۴۱۲        |
| بخش سورنا             | رستم            | فارس                | ۱۸۴۰۳        |
| بخش کیاکلا            | قایم شهر        | مازندران            | ۱۸۳۲۴        |
| بخش لیردف             | جاسک            | هرمزگان             | ۱۸۲۴۵        |
| بخش مرکزی             | کوهرنگ          | چهارمحال و بختیاری  | ۱۸۲۱۹        |
| بخش گواور             | گیلانغرب        | کرمانشاه            | ۱۸۱۷۰        |
| بخش زرین دشت          | نهاوند          | همدان               | ۱۸۱۴۷        |
| بخش چهاردولی          | قروه            | کردستان             | ۱۸۱۱۸        |
| بخش تنکمان            | نظرآباد         | البرز               | ۱۸۰۸۶        |
| بخش راین              | کرمان           | کرمان               | ۱۸۰۵۰        |
| بخش کورین             | زاهدان          | سیستان و بلوچستان   | ۱۸۰۴۸        |
| بخش تسوج              | شبستر           | آذربایجان شرقی      | ۱۸۰۴۶        |
| بخش منج               | لردگان          | چهارمحال و بختیاری  | ۱۸۰۳۲        |
| بخش کامفیروز          | مرودشت          | فارس                | ۱۸۰۰۶        |
| بخش همایجان           | سپیدان          | فارس                | ۱۷۹۹۳        |
| بخش چاروسا            | کهگیلویه        | کهگیلویه و بویراحمد | ۱۷۹۴۳        |
| بخش بشاریات           | آبیک            | قزوین               | ۱۷۸۵۱        |
| بخش عقیلی             | گتوند           | خوزستان             | ۱۷۸۱۱        |
| بخش مرکزی             | خور و بیابانک   | اصفهان              | ۱۷۷۹۳        |
| بخش آشار              | زابلی           | سیستان و بلوچستان   | ۱۷۷۸۴        |
| بخش مرکزی             | اندیکا          | خوزستان             | ۱۷۷۸۲        |
| بخش گهواره            | دالاهو          | کرمانشاه            | ۱۷۷۶۲        |
| بخش میداود            | باغ ملک         | خوزستان             | ۱۷۷۲۵        |
| بخش ایزدخواست         | زرین دشت        | فارس                | ۱۷۶۸۶        |
| بخش انابد             | بردسکن          | خراسان رضوی         | ۱۷۶۵۵        |
| بخش پیرسلمان          | اسدآباد         | همدان               | ۱۷۶۲۵        |
| بخش زرآباد            | کنارک           | سیستان و بلوچستان   | ۱۷۵۲۷        |
| بخش سرولایت           | نیشابور         | خراسان رضوی         | ۱۷۴۴۵        |
| بخش کرفتو             | دیواندره        | کردستان             | ۱۷۴۰۴        |
| بخش مرکزی             | دنا             | کهگیلویه و بویراحمد | ۱۷۳۷۹        |
| بخش کلاردشت           | چالوس           | مازندران            | ۱۷۳۵۰        |
| بخش نمشیر             | بانه            | کردستان             | ۱۷۳۲۸        |
| بخش انگوران           | ماهنشان         | زنجان               | ۱۷۲۹۰        |
| بخش مرزن آباد         | چالوس           | مازندران            | ۱۷۱۷۰        |
| بخش زند               | ملایر           | همدان               | ۱۷۱۶۵        |
| بخش مرکزی             | فراهان          | مرکزی               | ۱۷۱۱۸        |
| بخش الوارگرمسیری      | اندیمشک         | خوزستان             | ۱۷۱۰۹        |
| بخش مرکزی             | آشتیان          | مرکزی               | ۱۷۱۰۵        |
| بخش مرکزی             | هفتگل           | خوزستان             | ۱۷۰۵۶        |
| بخش کربال             | خرامه           | فارس                | ۱۷۰۵۳        |
| بخش فین               | بندرعباس        | هرمزگان             | ۱۷۰۴۳        |
| بخش حسن‌آباد           | اقلید           | فارس                | ۱۷۰۲۰        |
| بخش آبگرم             | بویین زهرا      | قزوین               | ۱۶۹۳۶        |
| بخش جعفراباد          | قم              | قم                  | ۱۶۹۰۵        |
| بخش علامرودشت         | لامرد           | فارس                | ۱۶۹۰۲        |
| بخش زاغه              | خرم‌آباد         | لرستان              | ۱۶۸۶۹        |
| بخش جایزان            | امیدیه          | خوزستان             | ۱۶۸۳۳        |
| بخش شهمیرزاد          | مهدی شهر        | سمنان               | ۱۶۷۸۲        |
| بخش قلعه چای          | عجب شیر         | آذربایجان شرقی      | ۱۶۷۷۹        |
| بخش خلیفان            | مهاباد          | آذربایجان غربی      | ۱۶۷۷۲        |
| بخش سیمکان            | جهرم            | فارس                | ۱۶۶۵۵        |
| بخش قره پشتلو         | زنجان           | زنجان               | ۱۶۵۱۶        |
| بخش شیبکوه            | بندرلنگه        | هرمزگان             | ۱۶۵۱۶        |
| بخش گوهران            | بشاگرد          | هرمزگان             | ۱۶۴۸۸        |
| بخش مرکزی             | بوانات          | فارس                | ۱۶۴۴۲        |
| بخش میلاجرد           | کمیجان          | مرکزی               | ۱۶۴۴۱        |
| بخش آسمینون           | منوجان          | کرمان               | ۱۶۳۹۰        |
| بخش معصومیه           | اراک            | مرکزی               | ۱۶۳۷۳        |
| بخش میانکوه           | اردل            | چهارمحال و بختیاری  | ۱۶۳۲۷        |
| بخش کوخرد             | بستک            | هرمزگان             | ۱۶۲۱۱        |
| بخش چگنی              | دوره            | لرستان              | ۱۶۱۹۰        |
| بخش مرکزی             | ملکشاهی         | ایلام               | ۱۶۱۴۴        |
| بخش طرهان             | کوهدشت          | لرستان              | ۱۶۱۰۱        |
| بخش بدره              | دره شهر         | ایلام               | ۱۶۰۹۶        |
| بخش فیروزآباد         | سلسله           | لرستان              | ۱۶۰۸۴        |
| بخش امامزاده عبدالله  | آمل             | مازندران            | ۱۶۰۶۸        |
| بخش نظرکهریزی         | هشترود          | آذربایجان شرقی      | ۱۶۰۴۶        |
| بخش نالوس             | اشنویه          | آذربایجان غربی      | ۱۶۰۰۷        |
| بخش قطرویه            | نی ریز          | فارس                | ۱۵۹۵۹        |
| بخش آسارا             | کرج             | البرز               | ۱۵۹۳۶        |
| بخش خبر               | بافت            | کرمان               | ۱۵۹۰۲        |
| بخش شیروان            | شیروان و چرداول | ایلام               | ۱۵۸۵۵        |
| بخش طارم سفلی         | قزوین           | قزوین               | ۱۵۸۳۹        |
| بخش فردوس             | رفسنجان         | کرمان               | ۱۵۸۱۸        |
| بخش زاوین             | کلات            | خراسان رضوی         | ۱۵۸۱۱        |
| بخش چهاردانگه         | ساری            | مازندران            | ۱۵۷۹۶        |
| بخش گزیک              | درمیان          | خراسان جنوبی        | ۱۵۷۷۲        |
| بخش گندمان            | بروجن           | چهارمحال و بختیاری  | ۱۵۷۶۸        |
| بخش گهرباران          | میاندورود       | مازندران            | ۱۵۷۶۳        |
| بخش کوهسارات          | مینودشت         | گلستان              | ۱۵۷۴۵        |
| بخش هزارجریب          | نکا             | مازندران            | ۱۵۷۰۶        |
| بخش لوه               | گالیکش          | گلستان              | ۱۵۶۱۲        |
| بخش کوهین             | قزوین           | قزوین               | ۱۵۵۸۷        |
| بخش دهج               | شهربابک         | کرمان               | ۱۵۵۸۴        |
| بخش آرادان            | گرمسار          | سمنان               | ۱۵۵۷۵        |
| بخش رحمت آبادوبلوکات  | رودبار          | گیلان               | ۱۵۵۶۷        |
| بخش چشمه ساران        | آزادشهر         | گلستان              | ۱۵۵۲۴        |
| بخش فتح المبین        | شوش             | خوزستان             | ۱۵۵۱۲        |
| بخش ناغان             | کیار            | چهارمحال و بختیاری  | ۱۵۵۰۷        |
| بخش مرکزی             | کوهبنان         | کرمان               | ۱۵۴۹۲        |
| بخش قهستان            | درمیان          | خراسان جنوبی        | ۱۵۴۸۶        |
| بخش حور               | فاریاب          | کرمان               | ۱۵۴۶۸        |
| بخش شادمهر            | مه ولات         | خراسان رضوی         | ۱۵۴۱۲        |
| بخش رانکوه            | املش            | گیلان               | ۱۵۳۷۹        |
| بخش عطاملک            | جوین            | خراسان رضوی         | ۱۵۳۷۲        |
| بخش جغین              | رودان           | هرمزگان             | ۱۵۳۱۸        |
| بخش نصرت آباد         | زاهدان          | سیستان و بلوچستان   | ۱۵۳۰۸        |
| بخش افشار             | خدابنده         | زنجان               | ۱۵۳۰۳        |
| بخش سارال             | دیواندره        | کردستان             | ۱۵۲۷۷        |
| بخش کهک               | قم              | قم                  | ۱۵۲۳۲        |
| بخش خبوشان            | فاروج           | خراسان شمالی        | ۱۵۲۳۱        |
| بخش مرکزی             | مهر             | فارس                | ۱۵۲۱۳        |
| بخش سوسن              | ایذه            | خوزستان             | ۱۵۱۹۲        |
| بخش مرزداران          | سرخس            | خراسان رضوی         | ۱۵۱۶۰        |
| بخش زیدون             | بهبهان          | خوزستان             | ۱۵۰۷۶        |
| بخش رودبارالموت غربی  | قزوین           | قزوین               | ۱۵۰۵۶        |
| بخش مرکزی             | بشاگرد          | هرمزگان             | ۱۵۰۴۱        |
| بخش ایوانکی           | گرمسار          | سمنان               | ۱۴۸۵۷        |
| بخش سرخه              | سمنان           | سمنان               | ۱۴۸۵۳        |
| بخش شاهیوند           | دوره            | لرستان              | ۱۴۸۲۴        |
| بخش هلیلان            | شیروان و چرداول | ایلام               | ۱۴۷۹۳        |
| بخش سیلاخور           | دورود           | لرستان              | ۱۴۷۰۰        |
| بخش مشراگه            | رامشیر          | خوزستان             | ۱۴۶۲۱        |
| بخش قرقری             | هیرمند          | سیستان و بلوچستان   | ۱۴۵۴۴        |
| بخش خشت               | کازرون          | فارس                | ۱۴۵۲۸        |
| بخش مرکزی             | باشت            | کهگیلویه و بویراحمد | ۱۴۵۱۶        |
| بخش نوکنده            | بندرگز          | گلستان              | ۱۴۴۸۶        |
| بخش قلعه قاضی         | بندرعباس        | هرمزگان             | ۱۴۴۷۵        |
| بخش کوزران            | کرمانشاه        | کرمانشاه            | ۱۴۴۶۵        |
| بخش جنگل              | رشتخوار         | خراسان رضوی         | ۱۴۴۴۷        |
| بخش رستاق             | داراب           | فارس                | ۱۴۳۴۰        |
| بخش مشکین شرقی        | مشگین شهر       | اردبیل              | ۱۴۳۲۲        |
| بخش مرکزی             | طالقان          | البرز               | ۱۴۲۹۷        |
| بخش شوسف              | نهبندان         | خراسان جنوبی        | ۱۴۲۳۴        |
| بخش تازه کند          | پارس آباد       | اردبیل              | ۱۴۲۰۴        |
| بخش بیرم              | لارستان         | فارس                | ۱۴۱۲۸        |
| بخش افزر              | قیروکارزین      | فارس                | ۱۴۱۱۷        |
| بخش سده               | اقلید           | فارس                | ۱۴۰۸۵        |
| بخش روداب             | نرماشیر         | کرمان               | ۱۴۰۷۹        |
| بخش ارس               | پلدشت           | آذربایجان غربی      | ۱۴۰۴۹        |
| بخش کویرات            | آران و بیدگل    | اصفهان              | ۱۴۰۳۱        |
| بخش مروست             | خاتم            | یزد                 | ۱۳۹۴۸        |
| بخش جلیل‌آباد          | پیشوا           | تهران               | ۱۳۹۰۹        |
| بخش جرقویه علیا       | اصفهان          | اصفهان              | ۱۳۸۳۹        |
| بخش سردارجنگل         | فومن            | گیلان               | ۱۳۷۳۷        |
| بخش کردیان            | جهرم            | فارس                | ۱۳۶۹۱        |
| بخش کلیایی            | سنقر            | کرمانشاه            | ۱۳۶۵۳        |
| بخش کرانی             | بیجار           | کردستان             | ۱۳۶۱۵        |
| بخش گلستان            | سیرجان          | کرمان               | ۱۳۵۸۹        |
| بخش روداب             | سبزوار          | خراسان رضوی         | ۱۳۵۱۵        |
| بخش پاپی              | خرم‌آباد         | لرستان              | ۱۳۵۱۴        |
| بخش ریگ               | گناوه           | بوشهر               | ۱۳۴۶۳        |
| بخش رویدر             | خمیر            | هرمزگان             | ۱۳۴۵۹        |
| بخش بهمن              | ابرکوه          | یزد                 | ۱۳۴۲۹        |
| بخش زیدآباد           | سیرجان          | کرمان               | ۱۳۴۲۴        |
| بخش ارم               | دشتستان         | بوشهر               | ۱۳۳۷۵        |
| بخش ممقان             | آذرشهر          | آذربایجان شرقی      | ۱۳۳۶۵        |
| بخش مرکزی             | نیر             | اردبیل              | ۱۳۳۴۸        |
| بخش اتاقور            | لنگرود          | گیلان               | ۱۳۳۲۶        |
| بخش تشان              | بهبهان          | خوزستان             | ۱۳۳۱۲        |
| بخش دهفری             | فریدونکنار      | مازندران            | ۱۳۱۶۶        |
| بخش چنگ الماس         | بیجار           | کردستان             | ۱۳۱۳۷        |
| بخش فارغان            | حاجی آباد       | هرمزگان             | ۱۳۰۷۱        |
| بخش وراوی             | مهر             | فارس                | ۱۳۰۶۵        |
| بخش مرکزی             | سرعین           | اردبیل              | ۱۳۰۶۲        |
| بخش صحرای باغ         | لارستان         | فارس                | ۱۳۰۲۲        |
| بخش بمانی             | سیریک           | هرمزگان             | ۱۲۹۸۷        |
| بخش گرمادوز           | خداآفرین        | آذربایجان شرقی      | ۱۲۹۶۴        |
| بخش قره قویون         | شوط             | آذربایجان غربی      | ۱۲۹۵۰        |
| بخش خنجین             | فراهان          | مرکزی               | ۱۲۹۲۴        |
| بخش گلباف             | کرمان           | کرمان               | ۱۲۹۱۲        |
| بخش کوهنجان           | سروستان         | فارس                | ۱۲۸۶۰        |
| بخش خورش رستم         | خلخال           | اردبیل              | ۱۲۷۸۱        |
| بخش پاریز             | سیرجان          | کرمان               | ۱۲۷۴۶        |
| بخش ایواوغلی          | خوی             | آذربایجان غربی      | ۱۲۷۱۵        |
| بخش کمره              | خمین            | مرکزی               | ۱۲۶۸۱        |
| بخش بالا طالقان       | طالقان          | البرز               | ۱۲۶۷۹        |
| بخش درب گنبد          | کوهدشت          | لرستان              | ۱۲۶۶۲        |
| بخش آغاجاری           | بهبهان          | خوزستان             | ۱۲۶۵۶        |
| بخش شاهرود            | خلخال           | اردبیل              | ۱۲۶۵۰        |
| بخش نوق               | رفسنجان         | کرمان               | ۱۲۶۴۱        |
| بخش هنزا              | رابر            | کرمان               | ۱۲۶۳۶        |
| بخش لوداب             | بویراحمد        | کهگیلویه و بویراحمد | ۱۲۵۸۷        |
| بخش کلباد             | گلوگاه          | مازندران            | ۱۲۵۶۶        |
| بخش منجوان            | خداآفرین        | آذربایجان شرقی      | ۱۲۵۲۴        |
| بخش سیجوال            | ترکمن           | گلستان              | ۱۲۴۳۳        |
| بخش شادیان            | چاراویماق       | آذربایجان شرقی      | ۱۲۴۰۴        |
| بخش زواره             | اردستان         | اصفهان              | ۱۲۳۹۴        |
| بخش ویسیان            | دوره            | لرستان              | ۱۲۱۹۸        |
| بخش بازفت             | کوهرنگ          | چهارمحال و بختیاری  | ۱۲۱۸۵        |
| بخش کوهمره            | کازرون          | فارس                | ۱۲۱۴۰        |
| بخش مود               | سربیشه          | خراسان جنوبی        | ۱۲۰۸۰        |
| بخش سربند             | شازند           | مرکزی               | ۱۲۰۷۶        |
| بخش کدکن              | تربت حیدریه     | خراسان رضوی         | ۱۲۰۳۱        |
| بخش بوشکان            | دشتستان         | بوشهر               | ۱۱۹۱۵        |
| بخش مرادلو            | مشگین شهر       | اردبیل              | ۱۱۷۴۴        |
| بخش کلیجان رستاق      | ساری            | مازندران            | ۱۱۷۳۲        |
| بخش چوار              | ایلام           | ایلام               | ۱۱۷۱۰        |
| بخش کوشکنار           | پارسیان         | هرمزگان             | ۱۱۶۱۵        |
| بخش خاروانا           | ورزقان          | آذربایجان شرقی      | ۱۱۴۹۵        |
| بخش سرحد              | شیروان          | خراسان شمالی        | ۱۱۴۳۴        |
| بخش خاوومیرآباد       | مریوان          | کردستان             | ۱۱۴۱۱        |
| بخش کر                | مرودشت          | فارس                | ۱۱۳۸۳        |
| بخش ساروق             | اراک            | مرکزی               | ۱۱۳۲۸        |
| بخش نوبندگان          | فسا             | فارس                | ۱۱۲۵۷        |
| بخش زهان              | قاینات          | خراسان جنوبی        | ۱۱۲۳۷        |
| بخش چاه مرید          | کهنوج           | کرمان               | ۱۱۲۲۶        |
| بخش برزک              | کاشان           | اصفهان              | ۱۱۲۱۵        |
| بخش اسیر              | مهر             | فارس                | ۱۱۱۹۵        |
| بخش ززوماهرو          | الیگودرز        | لرستان              | ۱۱۱۸۸        |
| بخش دیلمان            | سیاهکل          | گیلان               | ۱۱۱۷۸        |
| بخش ایرندگان          | خاش             | سیستان و بلوچستان   | ۱۱۱۷۰        |
| بخش قوشخانه           | شیروان          | خراسان شمالی        | ۱۱۱۲۵        |
| بخش موران             | گرمی            | اردبیل              | ۱۱۱۲۴        |
| بخش چاپشلو            | درگز            | خراسان رضوی         | ۱۱۱۰۷        |
| بخش مرکزی             | بهاباد          | یزد                 | ۱۱۰۷۴        |
| بخش ریز               | جم              | بوشهر               | ۱۱۰۱۸        |
| بخش کاخک              | گناباد          | خراسان رضوی         | ۱۱۰۱۰        |
| بخش پیشخور            | فامنین          | همدان               | ۱۰۹۰۲        |
| بخش چغلوندی           | خرم‌آباد         | لرستان              | ۱۰۸۷۹        |
| بخش دستگردان          | طبس             | یزد                 | ۱۰۸۲۶        |
| بخش بهمیی گرمسیری     | بهمیی           | کهگیلویه و بویراحمد | ۱۰۷۴۱        |
| بخش کنار تخته و کمارج | کازرون          | فارس                | ۱۰۷۱۷        |
| بخش سراب باغ          | آبدانان         | ایلام               | ۱۰۶۴۳        |
| بخش چلو               | اندیکا          | خوزستان             | ۱۰۶۲۵        |
| بخش نوخندان           | درگز            | خراسان رضوی         | ۱۰۶۱۹        |
| بخش مشکان             | خوشاب           | خراسان رضوی         | ۱۰۵۶۹        |
| بخش بزمان             | ایرانشهر        | سیستان و بلوچستان   | ۱۰۴۴۳        |
| بخش امیراباد          | دامغان          | سمنان               | ۱۰۴۱۳        |
| بخش ارشق              | مشگین شهر       | اردبیل              | ۱۰۳۶۴        |
| بخش یونسی             | بجستان          | خراسان رضوی         | ۱۰۳۳۸        |
| بخش کوراییم           | نیر             | اردبیل              | ۱۰۳۰۸        |
| بخش جاپلق             | ازنا            | لرستان              | ۱۰۲۸۰        |
| بخش دیهوک             | طبس             | یزد                 | ۱۰۲۶۳        |
| بخش سرشیو             | سقز             | کردستان             | ۱۰۱۴۱        |
| بخش بستان             | دشت آزادگان     | خوزستان             | ۱۰۰۳۱        |
| بخش زرین آباد         | دهلران          | ایلام               | ۱۰۰۳۰        |
| بخش لطف آباد          | درگز            | خراسان رضوی         | ۱۰۰۱۳        |

## کمتر از ۱۰ هزار نفر
| نام بخش              | شهرستان       | استان               | جمعیت (۱۳۹۰) |
| -------------------- | ------------- | ------------------- | ------------ |
| بخش احمدی            | حاجی آباد     | هرمزگان             | ۹۹۲۰         |
| بخش عنبران           | نمین          | اردبیل              | ۹۹۰۵         |
| بخش رودبارالموت شرقی | قزوین         | قزوین               | ۹۸۰۱         |
| بخش باینگان          | پاوه          | کرمانشاه            | ۹۷۹۶         |
| بخش خورگام           | رودبار        | گیلان               | ۹۷۸۵         |
| بخش بردخون           | دیر           | بوشهر               | ۹۷۵۸         |
| بخش بشارت            | الیگودرز      | لرستان              | ۹۷۰۳         |
| بخش جلگه شوقان       | جاجرم         | خراسان شمالی        | ۹۶۶۷         |
| بخش آرمرده           | بانه          | کردستان             | ۹۶۰۱         |
| بخش اورامان          | سروآباد       | کردستان             | ۹۵۴۳         |
| بخش مرکزی            | خداآفرین      | آذربایجان شرقی      | ۹۴۸۹         |
| بخش دشمن زیاری       | ممسنی         | فارس                | ۹۴۶۳         |
| بخش ننور             | بانه          | کردستان             | ۹۳۹۳         |
| بخش کاغذکنان         | میانه         | آذربایجان شرقی      | ۹۳۶۶         |
| بخش قمصر             | کاشان         | اصفهان              | ۹۲۲۵         |
| بخش ثمرین            | اردبیل        | اردبیل              | ۹۱۶۱         |
| بخش نیسان            | هویزه         | خوزستان             | ۹۰۶۰         |
| بخش سرشیو            | مریوان        | کردستان             | ۹۰۳۹         |
| بخش محمله            | خنج           | فارس                | ۸۹۹۸         |
| بخش کلاشی            | جوانرود       | کرمانشاه            | ۸۹۸۰         |
| بخش کبگیان           | دنا           | کهگیلویه و بویراحمد | ۸۹۷۵         |
| بخش مزایجان          | بوانات        | فارس                | ۸۹۷۴         |
| بخش نیاسر            | کاشان         | اصفهان              | ۸۹۳۵         |
| بخش زرنه             | ایوان         | ایلام               | ۸۸۹۰         |
| بخش صوغان            | ارزوئیه       | کرمان               | ۸۸۰۳         |
| بخش بابا حیدر        | فارسان        | چهارمحال و بختیاری  | ۸۷۷۰         |
| بخش لاله زار         | بردسیر        | کرمان               | ۸۷۶۲         |
| بخش حاجیلار          | چایپاره       | آذربایجان غربی      | ۸۶۸۳         |
| بخش دشتک             | چالدران       | آذربایجان غربی      | ۸۵۷۹         |
| بخش سلفچگان          | قم            | قم                  | ۸۵۱۲         |
| بخش نگار             | بردسیر        | کرمان               | ۸۵۰۹         |
| بخش پشتکوه           | نی ریز        | فارس                | ۸۴۹۳         |
| بخش خضرآباد          | صدوق          | یزد                 | ۸۴۸۳         |
| بخش گافروپارامون     | بشاگرد        | هرمزگان             | ۸۴۷۸         |
| بخش سه قلعه          | سرایان        | خراسان جنوبی        | ۸۴۵۹         |
| بخش سیه رود          | جلفا          | آذربایجان شرقی      | ۸۴۳۶         |
| بخش باجگیران         | قوچان         | خراسان رضوی         | ۸۲۹۳         |
| بخش مینو             | خرمشهر        | خوزستان             | ۸۲۶۷         |
| بخش حتی              | لالی          | خوزستان             | ۸۱۵۴         |
| بخش خلجستان          | قم            | قم                  | ۸۰۷۷         |
| بخش سرفاریاب         | چرام          | کهگیلویه و بویراحمد | ۸۰۷۶         |
| بخش شنبه وطسوج       | دشتی          | بوشهر               | ۷۹۰۳         |
| بخش خرقان            | زرندیه        | مرکزی               | ۷۸۰۹         |
| بخش بلورد            | سیرجان        | کرمان               | ۷۷۸۳         |
| بخش خارک             | بوشهر         | بوشهر               | ۷۷۲۲         |
| بخش دهرم             | فراشبند       | فارس                | ۷۷۰۸         |
| بخش دودانگه          | ساری          | مازندران            | ۷۷۰۵         |
| بخش نوسود            | پاوه          | کرمانشاه            | ۷۶۶۲         |
| بخش جلگه سنخواست     | جاجرم         | خراسان شمالی        | ۷۵۴۴         |
| بخش شاهو             | روانسر        | کرمانشاه            | ۷۵۲۱         |
| بخش ماهورمیلانی      | ممسنی         | فارس                | ۷۳۱۱         |
|                      |               |                     |              |
| بخش نیر              | تفت           | یزد                 | ۷۱۷۸         |
| بخش بایک             | تربت حیدریه   | خراسان رضوی         | ۷۱۶۱         |
| بخش عقدا             | اردکان        | یزد                 | ۷۱۵۹         |
| بخش بیارجمند         | شاهرود        | سمنان               | ۷۱۴۵         |
| بخش ارد              | گراش          | فارس                | ۷۱۳۶         |
| بخش ازگله            | ثلاث باباجانی | کرمانشاه            | ۷۰۳۲         |
| بخش یانه سر          | بهشهر         | مازندران            | ۶۹۶۸         |
| بخش عمارلو           | رودبار        | گیلان               | ۶۹۶۰         |
| بخش چم خلف عیسی      | هندیجان       | خوزستان             | ۶۹۳۴         |
| بخش لاریجان          | آمل           | مازندران            | ۶۸۸۴         |
| بخش حلب              | ایجرود        | زنجان               | ۶۷۶۰         |
| بخش کلات             | آبدانان       | ایلام               | ۶۶۱۴         |
| بخش گاریزات          | تفت           | یزد                 | ۶۵۹۹         |
| بخش پاسارگاد         | پاسارگاد      | فارس                | ۶۵۲۷         |
| بخش کوهساران         | راور          | کرمان               | ۶۴۲۸         |
| بخش چنارود           | چادگان        | اصفهان              | ۶۳۹۴         |
| بخش ارجمند           | فیروزکوه      | تهران               | ۶۳۵۳         |
| بخش گچی              | ملکشاهی       | ایلام               | ۶۲۹۸         |
| بخش طغرل الجرد       | کوهبنان       | کرمان               | ۶۲۲۹         |
| بخش فیروز            | کوثر          | اردبیل              | ۶۱۸۵         |
| بخش بوستان           | باشت          | کهگیلویه و بویراحمد | ۶۰۵۹         |
| بخش هرمز             | قشم           | هرمزگان             | ۵۸۶۷         |
| بخش ارسک             | بشرویه        | خراسان جنوبی        | ۵۸۴۳         |
| بخش بلده             | نور           | مازندران            | ۵۷۳۹         |
| بخش گلگیر            | مسجدسلیمان    | خوزستان             | ۵۵۲۷         |
| بخش رغیوه            | هفتگل         | خوزستان             | ۵۲۴۲         |
| بخش خرانق            | اردکان        | یزد                 | ۵۱۹۳         |
| بخش سبلان            | سرعین         | اردبیل              | ۵۱۶۹         |
| بخش مرکزی            | ابوموسی       | هرمزگان             | ۴۷۶۵         |
| بخش امام حسن         | دیلم          | بوشهر               | ۴۶۱۵         |
| بخش ماژین            | دره‌شهر        | ایلام               | ۴۴۳۷         |
| بخش آسفیچ            | بهاباد        | یزد                 | ۴۲۵۷         |
| بخش دوآب صمصامی      | کوهرنگ        | چهارمحال و بختیاری  | ۴۰۶۵         |
| بخش انارک            | نایین         | اصفهان              | ۳۹۰۰         |
| بخش صالح آباد        | مهران         | ایلام               | ۳۳۵۵         |
| بخش گلزار            | بردسیر        | کرمان               | ۲۴۷۳         |
| بخش کن               | تهران         | تهران               | ۲۴۶۹         |
| بخش سومار            | قصر شیرین     | کرمانشاه            | ۱۵۲۴         |
| بخش تنب              | ابوموسی       | هرمزگان             | ۴۹۸          |